# Chiesa neo-apostolica

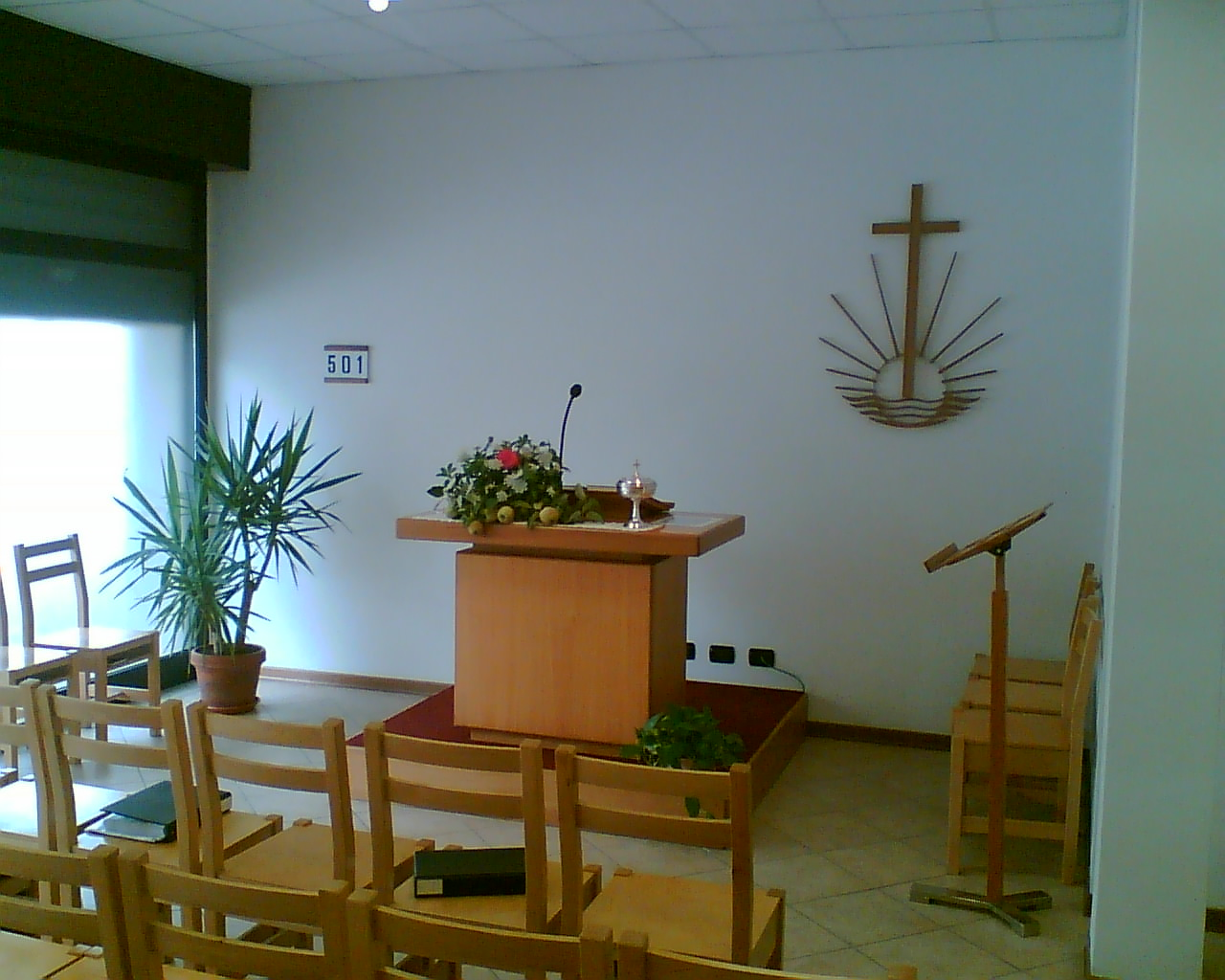
Luogo di culto a Firenze, in Italia

La Chiesa neo-apostolica è una confessione cristiana millenarista che nasce, in seguito allo scisma di Amburgo, in Germania nel 1863 come missione universale cristiana e apostolica dalla britannica Chiesa cattolica-apostolica (1832). Conta 9 milioni di fedeli in tutto il mondo.
La sua struttura gerarchica è diversa da quella cattolica. Al vertice c’è il Sommo Apostolo (Chief Apostle), che è la guida spirituale e amministrativa mondiale della Chiesa. Esso risiede a Zurigo, Svizzera.
Si distingue per la sua dottrina cristocentrica, i tre sacramenti (Santo Battesimo, Santa Cena e Santa Sealing), la liturgia e una tradizione che afferma di proseguire l’opera apostolica iniziata nel I secolo e ripristinata nel XIX secolo. Possiede un ministero di insegnamento esercitato dagli apostoli, che trasmettono ai fedeli la Parola di Dio e la guida spirituale. Detiene la potestà di santificazione attraverso l’amministrazione dei sacramenti e la potestà di governo nell’organizzazione della comunità mondiale. L’insieme di norme dottrinali, regolamenti e direttive pastorali stabiliti dal Sommo Apostolo e dal collegio degli apostoli costituiscono il quadro giuridico e disciplinare interno della Chiesa. I suoi fedeli sono chiamati neo-apostolici o, più precisamente, cristiani neo-apostolici.

## Lo scisma
La Chiesa neo-apostolica nasce scismatica dalla Chiesa cattolica-apostolica, questa formata da 12 nuovi apostoli non prevedeva che essi fossero sostituiti dopo la naturale morte arrivando così all'estinzione del collegio degli apostoli. La decisione della mancata sostituzione dei nuovi apostoli fu contestata dalle comunità di apostolici della Germania. Gli apostolici tedeschi cominciarono quindi a sostituire, man mano, gli apostoli morti nel frattempo (fra il 1855 ed il 1862 ne erano morti 6 su 12)
Questo portò al contrasto con il gruppo britannico e al conseguente scisma.

## Servizi divini e cura dell'anima
Al centro della vita cristiana neo-apostolica, vi sono i servizi divini. Il servizio divino viene celebrato da ministri sacerdotali, vescovi, apostoli e inizia nella Trinità divina, segue una preghiera iniziale e poi la predica libera senza manoscritto. Culmine del servizio divino è la preghiera del Padre Nostro seguito dal perdono dei peccati, pronunciato dall'altare. La celebrazione della "Santa Cena" è il Sacramento dispensato durante il servizio divino.
La cura dell'anima consiste in un colloquio personale ed individuale del curatore d'anima con i fedeli, inerente alla vita di fede e la vita naturale. Lo scopo è il rafforzamento della fede ed il conforto dell'anima.

## Tre sacramenti
La Chiesa neo-apostolica conosce tre sacramenti.
- "santo battesimo con acqua": rappresenta la prima e fondamentale elargizione di grazia della Trinità divina verso l'uomo che crede in Cristo.
- "santo suggello": o battesimo con lo Spirito Santo. Quest'atto avviene mediante la preghiera e l'imposizione delle mani di un apostolo a persone già battezzate con acqua.
- "santa cena": con questo sacramento è offerto il corpo e il sangue di Gesù Cristo.

## Il credo della Chiesa neo-apostolica

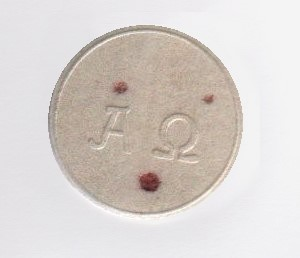
Ostia usata nei sacramenti

Il Credo della Chiesa neo-apostolica è composto da 10 articoli di fede e riassume in maniera concisa i principi fondamentali di fede neo-apostolica. I primi tre articoli corrispondono al Credo cristiano tradizionale. I principi enunciati nel credo vengono rinvenuti nella Bibbia sparsi in diversi passaggi. Nel corso della storia e dell'evoluzione del cristianesimo ci fu la necessità di formulare una dichiarazione di fede che valesse per tutti. Il Credo più antico risale al 150 d.C., conosciuto come "Simbolo Romano". Seguirono poi altre due formule, riconosciute genericamente ancora oggi, che furono redatte: una, nei concili di Nicea (325) e di Costantinopoli (381); l'altra, nel IV secolo. Su questo credo o "Simbolo Apostolico", si basano i primi tre articoli della fede neo-apostolica.
- Articolo 1: Credo in Dio, Padre onnipotente, creatore del cielo e della terra.
- Articolo 2: Credo in Gesù Cristo, unigenito Figlio di Dio, nostro Signore, concepito dallo Spirito Santo, che nacque da Maria vergine, patì sotto Ponzio Pilato, fu crocifisso, morì e fu sepolto, discese nel regno dei morti, il terzo giorno risuscitò dai morti, salì al cielo, siede alla destra di Dio Padre Onnipotente, donde ritornerà.
- Articolo 3: Credo nello Spirito Santo, nella Chiesa una, santa, universale e apostolica, nella comunione dei santi, nella remissione dei peccati, nella risurrezione dei morti, nella vita eterna.
- Articolo 4: Credo che il Signore Gesù governa la sua Chiesa e che a tale scopo ha mandato e manda ancora, fino al suo ritorno, gli apostoli con la missione di insegnare e di rimettere i peccati nel suo nome e di battezzare con acqua e Spirito Santo.
- Articolo 5: Credo che coloro che Dio ha scelto per esercitare un ministero, ricevono l'investitura unicamente dagli apostoli e che dall'apostolato procedono il potere, la benedizione e la santificazione necessari all'esercizio del loro ministero.
- Articolo 6: Credo che il Santo Battesimo d'acqua è il primo passo per il rinnovo dell'essere umano nello Spirito Santo. Con il Battesimo, il battezzando è accolto nella comunione di coloro che credono in Gesù Cristo e lo professano come loro Signore.
- Articolo 7: Credo che la Santa Cena è stata istituita dal Signore stesso, in memoria del suo sacrificio unico, pienamente valido, delle sue amare sofferenze e della sua morte. La degna partecipazione alla Santa Cena ci garantisce la comunione vitale con Gesù Cristo, nostro Signore. La Santa Cena si celebra con pane azimo e vino; queste sostanze devono essere consacrate e distribuite da un ministro incaricato dall'apostolo.
- Articolo 8: Credo che, per ottenere la figliolanza divina e soddisfare la condizione necessaria a essere primizie, i battezzati con acqua devono ricevere il dono dello Spirito Santo per mezzo di un apostolo.
- Articolo 9: Credo che il Signor Gesù tornerà così certamente come Egli è salito al cielo e che Egli trasmuterà e prenderà con sé le primizie dei morti e dei viventi, che hanno sperato nella sua venuta e si sono preparate, che dopo le nozze in cielo Egli tornerà con loro sulla terra per erigere il regno della pace e che i suoi regneranno con lui come real sacerdozio. Quando sarà terminato il regno della pace, Egli presiederà al Giudizio Finale. Infine, Dio creerà un nuovo cielo e una nuova terra e dimorerà con il suo popolo.
- Articolo 10: Credo di dover obbedienza alle autorità temporali, nella misura in cui ciò non sia in contrasto con le leggi divine.

## Struttura ed incarichi
La sede principale della Chiesa è a Zurigo, la guida della Chiesa è affidata al sommoapostolo. 
Dall'anno 2013 (indicato come "Pentecoste 2013"), alla guida della Chiesa neo-apostolica nel mondo intero è il sommoapostolo Jean-Luc Schneider, di cittadinanza francese. 
Lui è il nono sommoapostolo dalla fondazione della Chiesa neo-apostolica.
I precedenti sommoapostoli sono stati: Friedrich Krebs (1897 - 1905) Hermann Niehaus (1905 - 1930) Johann Gottfried Bischoff (1930 - 1960) 
Walter Schmidt (1960 - 1975) Ernst Streckeisen (1975 - 1978) Hans Urwyler (1978 - 1988) Richard Fehr (1988 - 2005)
Wilhelm Leber (2005 - 2013) Jean-Luc Schneider (dal 2013)
A collaborare con il sommoapostolo sono gli apostoli di distretto. Gli apostoli di distretto sono anche i presidenti delle singole Chiese regionali.
Vescovi, anziani di distretto ed evangelisti di distretto coadiuvano gli apostoli nello svolgimento di compiti regionali. Il centro della vita ecclesiastica sono le singole comunità. Gli apostoli incaricano pastori, evangelisti o sacerdoti alla guida delle comunità che a loro volta sono coadiuvati da sacerdoti e diaconi.

## Collaborazione, offerte e politica
La cura delle anime ed i compiti in seno alla Chiesa sono cariche onorifiche. La Chiesa neo-apostolica non preleva tasse o contributi obbligatori dai suoi membri. Ognuno è libero di dare la sua offerta. La Chiesa neo-apostolica è politicamente neutrale.

## Visione e missione
Visione: una Chiesa nella quale le persone si sentono a loro agio e, ripiene dello Spirito Santo e dell'amore di Dio, orientano la loro vita
secondo il Vangelo di Gesù Cristo, preparandosi in tal modo per il suo ritorno e per la vita eterna.
Missione: Andare incontro a tutti gli uomini, per insegnare loro il Vangelo di Gesù Cristo e per battezzarli con acqua e con lo Spirito Santo.
Curare le anime e intrattenere una cordiale comunione, nella quale ognuno possa percepire l'amore di Dio e del prossimo.

## La meta
La Chiesa neo-apostolica si prefigge di divulgare il piano divino di redenzione, il Vangelo e di preparare le anime dei fedeli al ritorno di Cristo, secondo la sua promessa (Cfr. Giovanni 14,3).